# Giro dell'Appennino 1997
Il Giro dell'Appennino 1997, cinquantottesima edizione della corsa, si svolse il 15 giugno 1997, su un percorso di 208 km. La vittoria fu appannaggio del russo Pavel Tonkov, che completò il percorso in 5h18'54", precedendo gli italiani Daniele Nardello e Massimo Podenzana.

## Ordine d'arrivo (Top 10)
| Pos. | Corridore            | Squadra            | Tempo    |
| ---- | -------------------- | ------------------ | -------- |
| 1    | Pavel Tonkov         | Mapei-GB           | 5h18'54" |
| 2    | Daniele Nardello     | Mapei-GB           | a 11"    |
| 3    | Massimo Podenzana    | Mercatone Uno-Wega | a 13"    |
| 4    | Francesco Casagrande | Saeco              | a 19"    |
| 5    | Oscar Pozzi          | Asics              | s.t.     |
| 6    | Luca Mazzanti        | Refin-Mobilvetta   | s.t.     |
| 7    | Giorgio Furlan       | Saeco              | a 23"    |
| 8    | Fausto Dotti         | Ros Mary           | s.t.     |
| 9    | Angelo Citracca      | Kross-Montanari    | s.t.     |
| 10   | Philipp Buschor      | Saeco              | s.t.     |